# إيرين
إيرين هو اسم تركي ويعني في اللغة التركية «القديس». ووفقًا للمؤرخ التركي محمود الكاشغري، فهو جمع كلمة er مع لاحقة الجمع + An. 

## أشخاص يحملون نفس الأسم
- علي إيرين بيشيرلار (مواليد 1975)، لاعب كرة قدم تركي
- علي إيرين ديميريزين (مواليد 1990)، ملاكم هواة تركي
- علي إيرين إييجان (مواليد 1999)، لاعب كرة قدم تركي
- إيرين البايراك (مواليد 1991)، لاعب كرة قدم تركي
- إيرين أيدين (مواليد 1982)، لاعب كرة قدم تركي
- إيرين بياز (مواليد 1985)، لاعب كرة سلة تركي
- إيرين بيلان (مواليد 2000)، لاعب كرة قدم تركي
- إيرين بولبول (2002-2017)، ضحية قتل تركية
- إيرين دردييوك (مواليد 1988)، لاعب كرة قدم سويسري
- إيرين دينكتشي (مواليد 2001)، لاعب كرة قدم ألماني تركي
- إيرين إردم (مواليد 1986)، سياسي تركي
- إيرين كونكور (مواليد 1988)، لاعب كرة قدم تركي
- إيرين كيليس (مواليد 1994)، لاعب كرة قدم نمساوي تركي
- إيرين كينالي (مواليد 2000)، لاعب كرة قدم إنجليزي
- إيرين كسكين (مواليد 1959)، ناشط تركي في مجال حقوق الإنسان
- إيرين أوزن (مواليد 1983)، لاعب كرة قدم تركي
- إيرين أوزكر (1948-1993)، محرك الدمى الأمريكي
- إيرين أوزمين (ولد ق. 1958)، سيدة أعمال تركية أمريكية
- إيرين شين (مواليد 1984)، لاعب كرة قدم ألماني تركي
- إيرين تاشكين (مواليد 1992)، لاعب كرة قدم ألماني
- إيرين توزلو (مواليد 1990)، لاعب كرة قدم تركي
- إيفرين إيرين المالي (مواليد 2000)، لاعب كرة قدم تركي
- محمد إيرين كيريولكو (مواليد 2003)، لاعب كرة قدم تركي

## أشخاص يحملونه كلقب عائلة
- علي إيرين بالكيل (مواليد 1979)، صاحب مطعم تركي
- إفكان إيرين (مواليد 1989)، لاعب كرة سلة تركي
- إيمراه إيرين (مواليد 1978)، لاعب كرة قدم تركي
- إردال إيرين (1964-1980)، ضحية إعدام تركية
- حسن إيرين (1919-2007)، لغوي تركي
- حسيبة إيرين (مواليد 1975)، ممثلة تركية
- إبراهيم إيرين (مواليد 1980)، بيروقراطي تركي
- جون إيرين (مواليد 1964)، سياسي أسترالي
- محمد إيرين بويراز (مواليد 1981)، لاعب كرة قدم تركي
- سمرا إيرين نيجار (مواليد 1967)، كاتب ألماني تركي
- طيفون إيرين (مواليد 1959)، سياسي أسترالي
- خليل إبراهيم إيرين (مواليد 1956)، لاعب كرة قدم تركي

## قد يُقصد بـ«إيرين» ما يلي:
- إيرين (إسلام شهر): قرية في إيران.
- إيرين (باد كاليه): بلدية فرنسية في إقليم في باد كاليه.
- إيرين (نيويورك) : مستوطنة في الولايات المتحدة الأمريكية
- إيرين (ويسكونسن): بلدة في مقاطعة واشنطن، ويسكونسن.